# Mistrovství světa juniorů v orientačním běhu 2005
16. Mistrovství světa juniorů v orientačním běhu proběhlo ve Švýcarsku ve dnech 11. až 16. července 2005. Centrum závodů JMS bylo v obci Tenero-Contra ležící v okrese Locarno v kantonu Ticino.

## Závod na krátké trati (Middle)

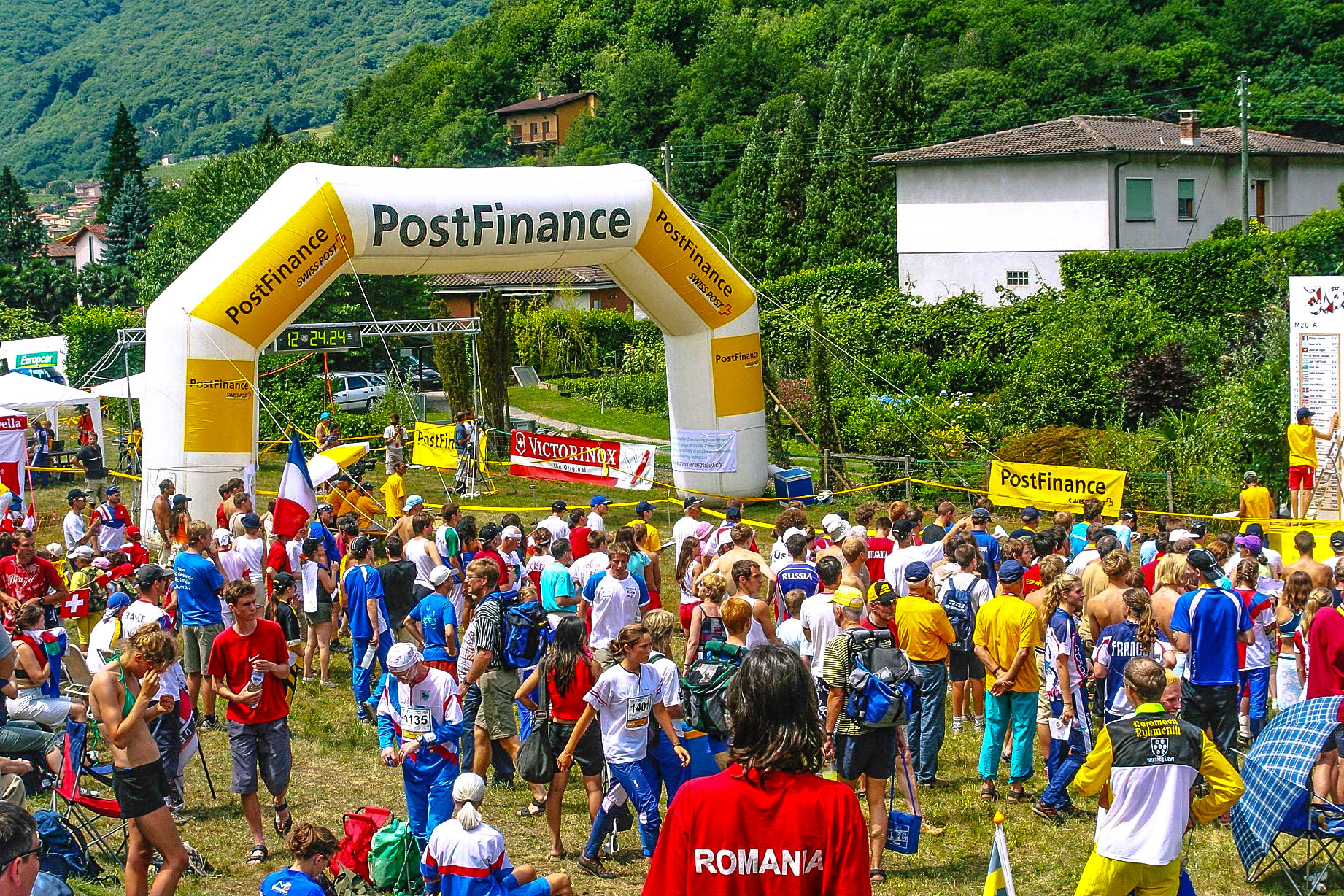
Cíl závodu

### Výsledky závodu na krátké trati (Middle)
| Muži                                                                               | Muži                                                                               | Muži                                                                               | Muži                                                                               | Muži                                                                               | Ženy                                                                               | Ženy                                                                               | Ženy                                                                               | Ženy                                                                               | Ženy                                                                               |
| ---------------------------------------------------------------------------------- | ---------------------------------------------------------------------------------- | ---------------------------------------------------------------------------------- | ---------------------------------------------------------------------------------- | ---------------------------------------------------------------------------------- | ---------------------------------------------------------------------------------- | ---------------------------------------------------------------------------------- | ---------------------------------------------------------------------------------- | ---------------------------------------------------------------------------------- | ---------------------------------------------------------------------------------- |
| - Traťové parametry: 4,0 km, 17 kontrol, ? m převýšení. - Mapa: ? 1:10 000 E= 2,5m | - Traťové parametry: 4,0 km, 17 kontrol, ? m převýšení. - Mapa: ? 1:10 000 E= 2,5m | - Traťové parametry: 4,0 km, 17 kontrol, ? m převýšení. - Mapa: ? 1:10 000 E= 2,5m | - Traťové parametry: 4,0 km, 17 kontrol, ? m převýšení. - Mapa: ? 1:10 000 E= 2,5m | - Traťové parametry: 4,0 km, 17 kontrol, ? m převýšení. - Mapa: ? 1:10 000 E= 2,5m | - Traťové parametry: 3,0 km, 14 kontrol, ? m převýšení. - Mapa: ? 1:10 000 E= 2,5m | - Traťové parametry: 3,0 km, 14 kontrol, ? m převýšení. - Mapa: ? 1:10 000 E= 2,5m | - Traťové parametry: 3,0 km, 14 kontrol, ? m převýšení. - Mapa: ? 1:10 000 E= 2,5m | - Traťové parametry: 3,0 km, 14 kontrol, ? m převýšení. - Mapa: ? 1:10 000 E= 2,5m | - Traťové parametry: 3,0 km, 14 kontrol, ? m převýšení. - Mapa: ? 1:10 000 E= 2,5m |
| Umístění                                                                           | Země                                                                               | Jméno                                                                              | Čas                                                                                | Ztráta                                                                             | Umístění                                                                           | Země                                                                               | Jméno                                                                              | Čas                                                                                | Ztráta                                                                             |
|                                                                                    | Švýcarsko                                                                          | Fabian Hertner                                                                     | 0:21:28                                                                            |                                                                                    |                                                                                    | Švédsko                                                                            | Anna Humlaröd Perssonová                                                           | 0:25:51                                                                            |                                                                                    |
|                                                                                    | Francie                                                                            | Philippe Adamski                                                                   | 0:22:43                                                                            | + 0:01:15                                                                          |                                                                                    | Finsko                                                                             | Heini Wennmanová                                                                   | 0:26:00                                                                            | + 0:00:09                                                                          |
|                                                                                    | Finsko                                                                             | Hannu Airila                                                                       | 0:23:27                                                                            | + 0:01:59                                                                          |                                                                                    | Austrálie                                                                          | Johanna Allstonová                                                                 | 0:27:18                                                                            | + 0:01:27                                                                          |
| 4                                                                                  | Norsko                                                                             | Olav Lundanes                                                                      | 0:23:31                                                                            | + 0:02:03                                                                          | 4                                                                                  | Švédsko                                                                            | Helena Janssonová                                                                  | 0:27:23                                                                            | + 0:01:32                                                                          |
| 5                                                                                  | Švýcarsko                                                                          | Sebastian Hägler                                                                   | 0:23:37                                                                            | + 0:02:09                                                                          | 5                                                                                  | Finsko                                                                             | Markku Paula Isoová                                                                | 0:27:51                                                                            | + 0:02:00                                                                          |
| 6                                                                                  | Finsko                                                                             | Olli Markus Taivainen                                                              | 0:24:27                                                                            | + 0:02:59                                                                          | 6                                                                                  | Finsko                                                                             | Saila Kinniová                                                                     | 0:28:16                                                                            | + 0:02:25                                                                          |

## Závod na klasické trati (Long)

### Výsledky závodu na klasické trati (Long)
| Muži                                                                            | Muži                                                                            | Muži                                                                            | Muži                                                                            | Muži                                                                            | Ženy                                                                           | Ženy                                                                           | Ženy                                                                           | Ženy                                                                           | Ženy                                                                           |
| ------------------------------------------------------------------------------- | ------------------------------------------------------------------------------- | ------------------------------------------------------------------------------- | ------------------------------------------------------------------------------- | ------------------------------------------------------------------------------- | ------------------------------------------------------------------------------ | ------------------------------------------------------------------------------ | ------------------------------------------------------------------------------ | ------------------------------------------------------------------------------ | ------------------------------------------------------------------------------ |
| - Traťové parametry: 10 km, 25 kontrol, ? m převýšení. - Mapa: ? 1:15 000 E= 5m | - Traťové parametry: 10 km, 25 kontrol, ? m převýšení. - Mapa: ? 1:15 000 E= 5m | - Traťové parametry: 10 km, 25 kontrol, ? m převýšení. - Mapa: ? 1:15 000 E= 5m | - Traťové parametry: 10 km, 25 kontrol, ? m převýšení. - Mapa: ? 1:15 000 E= 5m | - Traťové parametry: 10 km, 25 kontrol, ? m převýšení. - Mapa: ? 1:15 000 E= 5m | - Traťové parametry: 7 km, 18 kontrol, ? m převýšení. - Mapa: ? 1:15 000 E= 5m | - Traťové parametry: 7 km, 18 kontrol, ? m převýšení. - Mapa: ? 1:15 000 E= 5m | - Traťové parametry: 7 km, 18 kontrol, ? m převýšení. - Mapa: ? 1:15 000 E= 5m | - Traťové parametry: 7 km, 18 kontrol, ? m převýšení. - Mapa: ? 1:15 000 E= 5m | - Traťové parametry: 7 km, 18 kontrol, ? m převýšení. - Mapa: ? 1:15 000 E= 5m |
| Umístění                                                                        | Země                                                                            | Jméno                                                                           | Čas                                                                             | Ztráta                                                                          | Umístění                                                                       | Země                                                                           | Jméno                                                                          | Čas                                                                            | Ztráta                                                                         |
|                                                                                 | Norsko                                                                          | Olav Lundanes                                                                   | 1:12:39                                                                         |                                                                                 |                                                                                | Norsko                                                                         | Mari Fastingová                                                                | 1:03:14                                                                        |                                                                                |
|                                                                                 | Švýcarsko                                                                       | Andreas Rüedlinger                                                              | 1:17:16                                                                         | + 0:04:37                                                                       |                                                                                | Norsko                                                                         | Elise Egsethová                                                                | 1:03:31                                                                        | + 0:00:17                                                                      |
|                                                                                 | Francie                                                                         | Philippe Adamski                                                                | 1:18:12                                                                         | + 0:05:33                                                                       |                                                                                | Finsko                                                                         | Markku Paula Isoová                                                            | 1:05:47                                                                        | + 0:02:33                                                                      |
| 4                                                                               | Austrálie                                                                       | Julian Dent                                                                     | 1:19:52                                                                         | + 0:07:13                                                                       | 4                                                                              | Švédsko                                                                        | Anna Humlaröd Perssonová                                                       | 1:06:55                                                                        | + 0:03:41                                                                      |
| 5                                                                               | Maďarsko                                                                        | Adam Kovacs                                                                     | 1:21:23                                                                         | + 0:08:44                                                                       | 5                                                                              | Švýcarsko                                                                      | Sara Lüscherová                                                                | 1:07:01                                                                        | + 0:03:47                                                                      |
| 6                                                                               | Slovensko                                                                       | Michal Krajčik                                                                  | 1:22:57                                                                         | + 0:10:18                                                                       | 6                                                                              | Švédsko                                                                        | Skantze Elin Aová                                                              | 1:08:17                                                                        | + 0:05:03                                                                      |

## Štafetový závod

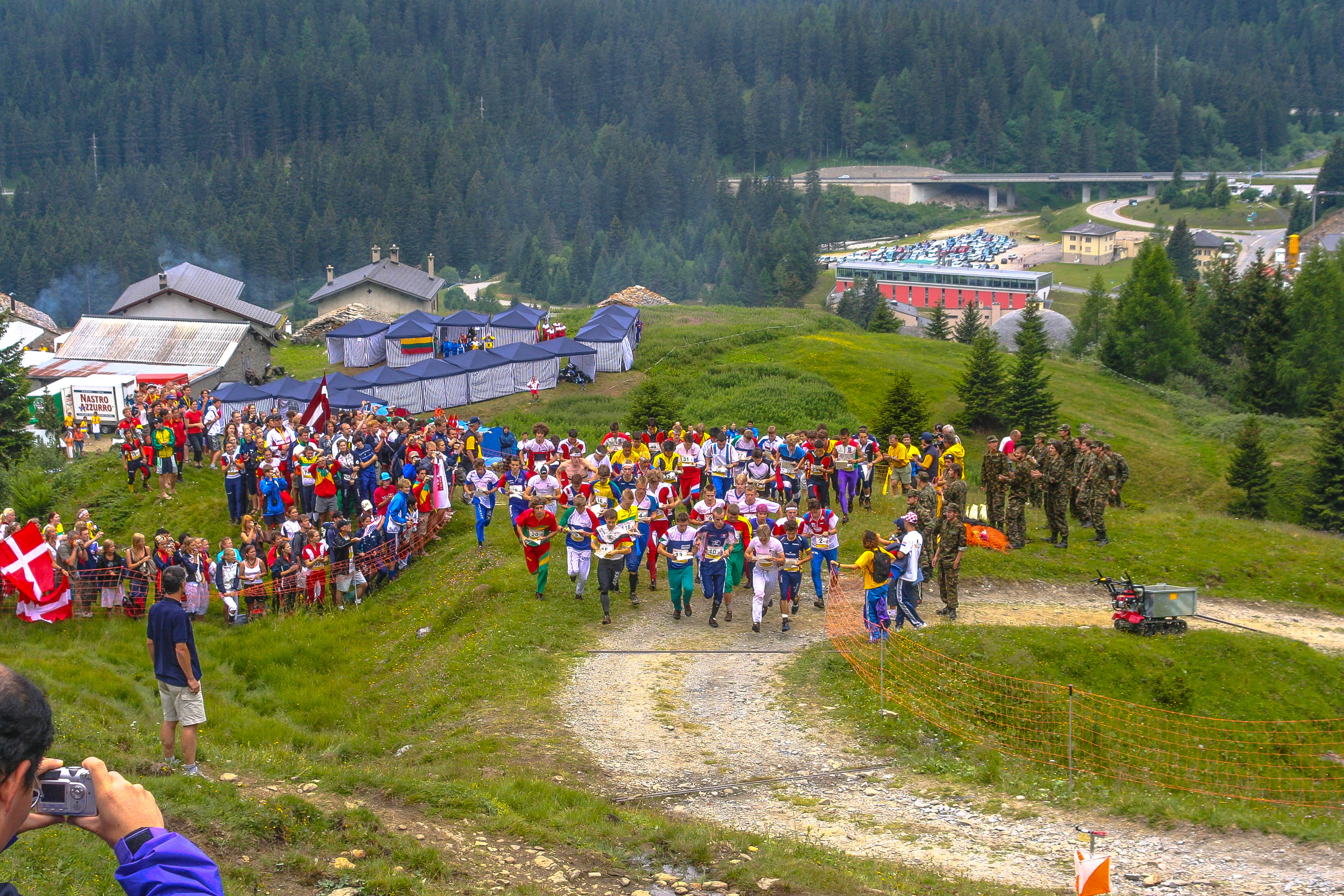
Start mužů
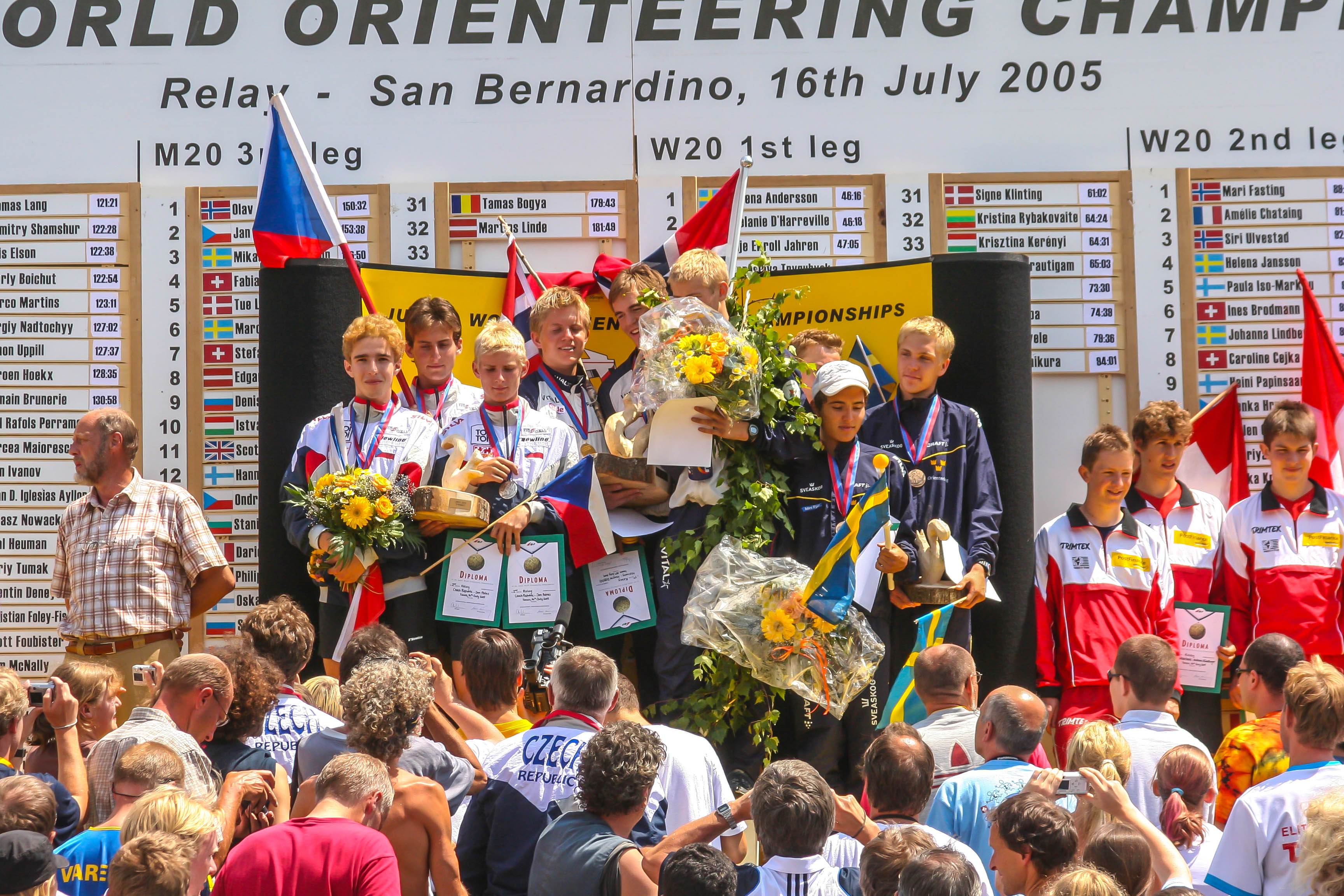
Stupně vítězů muži
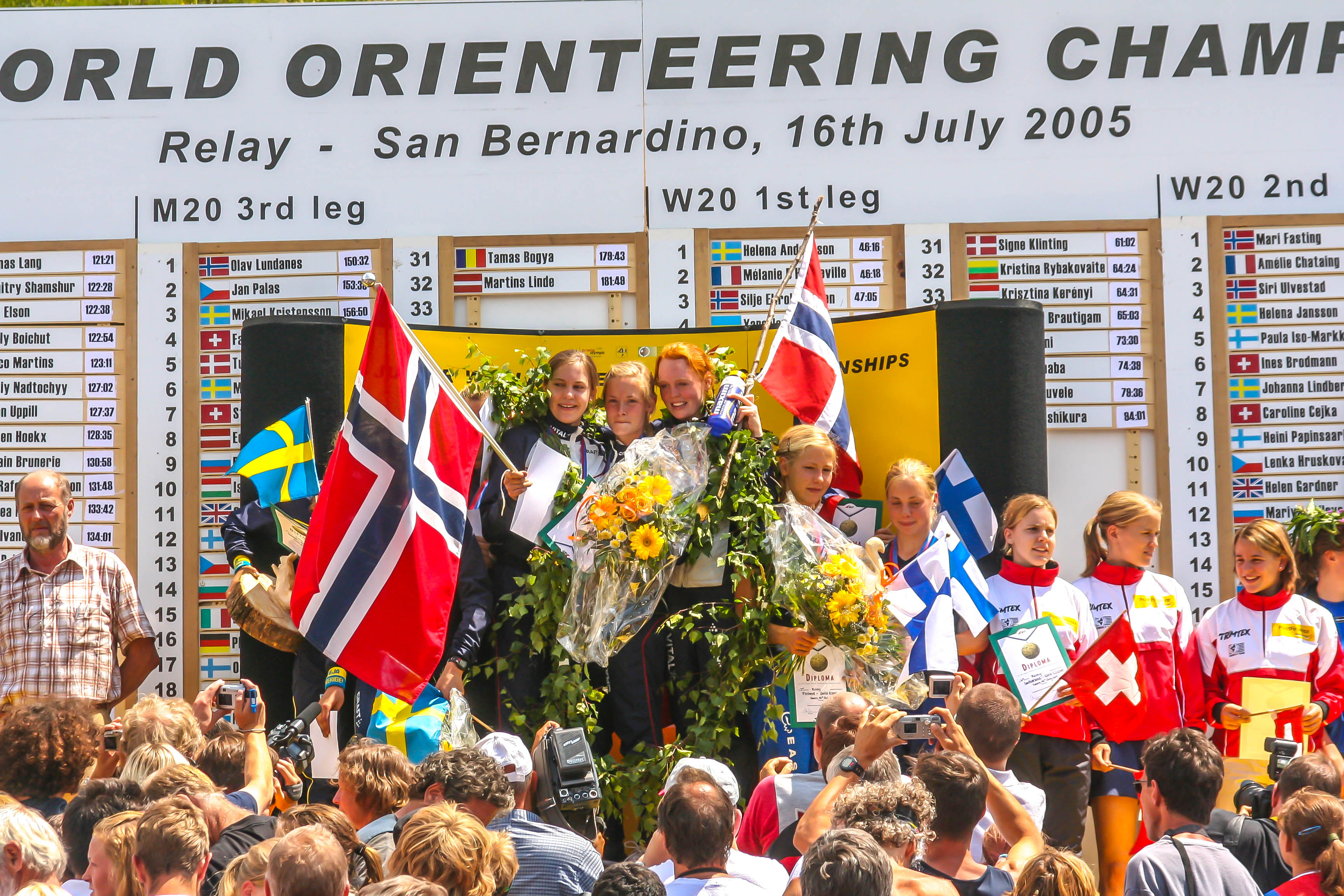
Stupně vítězů ženy

### Výsledky štafetového závodu
| Muži                                                                             | Muži                                                                             | Muži                                                                             | Muži                                                                             | Muži                                                                             | Ženy                                                                     | Ženy                                                                     | Ženy                                                                     | Ženy                                                                     | Ženy                                                                     |
| -------------------------------------------------------------------------------- | -------------------------------------------------------------------------------- | -------------------------------------------------------------------------------- | -------------------------------------------------------------------------------- | -------------------------------------------------------------------------------- | ------------------------------------------------------------------------ | ------------------------------------------------------------------------ | ------------------------------------------------------------------------ | ------------------------------------------------------------------------ | ------------------------------------------------------------------------ |
| - Traťové parametry : 7,2 km, 24 kontrol, ? m převýšení - Mapa: ? 1:15 000 E= 5m | - Traťové parametry : 7,2 km, 24 kontrol, ? m převýšení - Mapa: ? 1:15 000 E= 5m | - Traťové parametry : 7,2 km, 24 kontrol, ? m převýšení - Mapa: ? 1:15 000 E= 5m | - Traťové parametry : 7,2 km, 24 kontrol, ? m převýšení - Mapa: ? 1:15 000 E= 5m | - Traťové parametry : 7,2 km, 24 kontrol, ? m převýšení - Mapa: ? 1:15 000 E= 5m | - Parametry : 5,2 km, 18 kontrol, ? m převýšení - Mapa: ? 1:15 000 E= 5m | - Parametry : 5,2 km, 18 kontrol, ? m převýšení - Mapa: ? 1:15 000 E= 5m | - Parametry : 5,2 km, 18 kontrol, ? m převýšení - Mapa: ? 1:15 000 E= 5m | - Parametry : 5,2 km, 18 kontrol, ? m převýšení - Mapa: ? 1:15 000 E= 5m | - Parametry : 5,2 km, 18 kontrol, ? m převýšení - Mapa: ? 1:15 000 E= 5m |
| Umístění                                                                         | Země                                                                             | Jméno                                                                            | Čas                                                                              | Ztráta                                                                           | Umístění                                                                 | Země                                                                     | Jméno                                                                    | Čas                                                                      | Ztráta                                                                   |
|                                                                                  | Norsko                                                                           | Øystein Sørensen Magne Dæhli Olav Lundanes                                       | 2:30:32                                                                          |                                                                                  |                                                                          | Norsko                                                                   | Elise Egsethová Mari Fastingová Betty Ann Bjerkreim Nilsenová            | 2:13:46                                                                  |                                                                          |
|                                                                                  | Česko                                                                            | Adam Chromý Jan Beneš Jan Palas                                                  | 2:33:38                                                                          | + 0:03:06                                                                        |                                                                          | Švédsko                                                                  | Elin Skantzeová Helena Janssonová Anna Humlaröd Perssonová               | 2:18:12                                                                  | + 0:04:26                                                                |
|                                                                                  | Švédsko                                                                          | John Fredriksson Erik Rost Mikael Kristensson                                    | 2:36:50                                                                          | + 0:06:18                                                                        |                                                                          | Finsko                                                                   | Saila Kinniová Markku Paula Isoová Silja Tarvonenová                     | 2:22:21                                                                  | + 0:08:35                                                                |
| 4                                                                                | Švýcarsko                                                                        | Sebastian Hägler Andreas Rüedlinger Fabian Hertner                               | 2:37:58                                                                          | + 0:07:26                                                                        | 4                                                                        | Švýcarsko                                                                | Rahel Friederichová Ines Brodmannová Sara Lüscherová                     | 2:24:43                                                                  | + 0:10:57                                                                |
| 5                                                                                | Dánsko                                                                           | Nielsen Emil Folino Rasmus Djurhuus Tue Agner Hjort Lassen                       | 2:38:41                                                                          | + 0:08:09                                                                        | 5                                                                        | Francie                                                                  | Mélanie Harrevilleová Amélie Chataingová Anais Goffreová                 | 2:27:39                                                                  | + 0:13:53                                                                |
| 6                                                                                | Lotyšsko                                                                         | Atis Rešķis Ēriks Lebedoks Edgars Bertuks                                        | 2:41:09                                                                          | + 0:10:37                                                                        | 6                                                                        | Česko                                                                    | Veronika Krčálová Lenka Hrušková Jana Panchártková                       | 2:30:00                                                                  | + 0:16:14                                                                |

## Česká juniorská reprezentace na JMS
| Muži                       | Muži                       | Muži                       | Muži                       | Ženy                        | Ženy                        | Ženy                        | Ženy                        |
| -------------------------- | -------------------------- | -------------------------- | -------------------------- | --------------------------- | --------------------------- | --------------------------- | --------------------------- |
| - Umístění českých juniorů | - Umístění českých juniorů | - Umístění českých juniorů | - Umístění českých juniorů | - Umístění českých juniorek | - Umístění českých juniorek | - Umístění českých juniorek | - Umístění českých juniorek |
| Jméno                      | Middle                     | Long                       | Štafety                    | Jméno                       | Middle                      | Long                        | Štafety                     |
| Jan Palas                  | 28. místo                  | 30. místo                  | 2. místo                   | Lenka Hrušková              | 20. místo                   | 22. místo                   | 6. místo                    |
| Adam Chromý                | 14. místo                  | 52. místo                  | 2. místo                   | Simona Karochová            | 23. místo                   | 24. místo                   | x                           |
| Jan Beneš                  | 40. místo                  | DSQ                        | 2. místo                   | Veronika Krčálová           | 27. místo                   | 21. místo                   | 6. místo                    |
| Zdenek Rajnošek            | MB6. místo                 | 48. místo                  | x                          | Martina Spurná              | 51. místo                   | 59. místo                   | x                           |
| Ondřej Holas               | 44. místo                  | 42. místo                  | x                          | Jana Panchártková           | 26. místo                   | 20. místo                   | 6. místo                    |
| Martin Henych              | MB40. místo                | 61. místo                  | x                          | Lucie Krafková              | WB2. místo                  | 37. místo                   | x                           |

## Medailová klasifikace podle zemí
| Medailová klasifikace podle zemí | Medailová klasifikace podle zemí | Medailová klasifikace podle zemí | Medailová klasifikace podle zemí | Medailová klasifikace podle zemí | Medailová klasifikace podle zemí |
| Umístění                         | Země                             | Zlato                            | Stříbro                          | Bronz                            | Součet                           |
| -------------------------------- | -------------------------------- | -------------------------------- | -------------------------------- | -------------------------------- | -------------------------------- |
| 1.                               | Norsko                           | 4                                | 1                                | -                                | 5                                |
| 2.                               | Švédsko                          | 1                                | 1                                | 1                                | 3                                |
| 3.                               | Švýcarsko                        | 1                                | 1                                | -                                | 2                                |
| 4.                               | Finsko                           | -                                | 1                                | 3                                | 4                                |
| 5.                               | Francie                          | -                                | 1                                | 1                                | 2                                |
| 6.                               | Česko                            | -                                | 1                                | -                                | 1                                |
| 7.                               | Austrálie                        | -                                | -                                | 1                                | 1                                |